# Kazachstan op het Junior Eurovisiesongfestival 2019
Kazachstan nam deel aan het Junior Eurovisiesongfestival 2019 in Gliwice, Polen. Het was de tweede deelname van het land aan het Junior Eurovisiesongfestival. Khabar Agency was verantwoordelijk voor de Kazachse bijdrage voor de editie van 2019. 

## Selectieprocedure
Kazachstan debuteerde op het Junior Eurovisiesongfestival 2018, en dit ondanks het feit dat de nationale omroep Khabar Agency slechts geassocieerd lid was van de EBU. De EBU had reeds eerder aangegeven dat Kazachstan geen lid kon worden, aangezien het land niet in diens uitzendgebied ligt, noch lid is van de Raad van Europa. Desalniettemin kon het land toch deelnemen omdat het een uitnodiging had gekregen van de EBU. Kazachstan kreeg een gelijkaardige uitnodiging als diegene die Australië reeds sedert 2015 elk jaar kreeg.
In juni 2019 werd duidelijk dat Khabar Agency ook voor 2019 een uitnodiging had gekregen om deel te nemen aan het Junior Eurovisiesongfestival. In tegenstelling tot een jaar eerder koos de omroep ditmaal voor een interne selectie. Op 29 juli 2019 werd duidelijk dat Jerzjan Maksim was geselecteerd om zijn vaderland te vertegenwoordigen in Gliwice. Zijn bijdrage werd op 10 oktober 2019 gepresenteerd. Het kreeg als titel Armanyńnan qalma.

## In Gliwice
Jerzjan Maksim was als tiende van negentien acts aan de beurt, net na Erin Mai uit Wales en gevolgd door Wiktoria Gabor uit Polen. Kazachstan eindigde uiteindelijk op de tweede plaats, met 227 punten. Het moest enkel gastland Polen voor zich dulden. Kazachstan had wel de stemming bij de vakjury's gewonnen, maar behaalde pas de vijfde plaats bij het grote publiek.
2018 · 2019 · 2020 · 2021 · 2022 · 2023-2024
Albanië · Armenië · Australië · Frankrijk · Georgië · Ierland · Italië · Kazachstan · Malta · Nederland · Noord-Macedonië · Oekraïne · Polen · Portugal · Rusland · Servië · Spanje · Wales · Wit-Rusland